# Meublé. La casita blanca
Meublé. La casita blanca és una pel·lícula catalana de 2011 dirigida per Sílvia Munt, produïda per Ovideo TV i Televisió de Catalunya i protagonitzada per Clara Segura, Francesc Garrido, Miquel Gelabert, Àlex Brendemühl, Nora Navas, Marta Marco, Álvaro Cervantes, Marc Rodríguez, Pol López i la pròpia Sílvia Munt. Explica cinc històries que tenen lloc al meublé La casita blanca de Barcelona abans que aquest tanqués les seves portes l'any 2011. Es va rodar al meublé original amb equipament de poques dimensions a causa de l'espai reduït de les habitacions. Es van utilitzar càmeres Sony PMW F3 amb òptiques Ultraprime 1.9, amb còdec XDCAM EX.